# 山田石油
山田石油株式会社（やまだせきゆ）は、山口県周南市に本社を置く、石油小売等を主力とする企業。

## 概要
三菱石油時代から続くENEOSの特約店として、石油製品の販売を行っている。子会社の山田石油サービス株式会社および特約店とともに、山口県下にガソリンスタンドチェーン「山田石油チェーン」を展開。また、保険代理店、貴金属・宝飾品販売、飲食店運営など、経営多角化を行っている。

## 主な事業
- 石油製品販売
  - 産業燃料および潤滑油の卸売を行っている。当初主力であったガソリンスタンド運営は、現在は子会社の山田石油サービス株式会社に移管されたが、一部のガソリンスタンドについては直営としている。
- 保険代理店
  - 東京海上日動火災保険、アメリカンファミリー生命保険会社の代理店として保険代理店業務を行っている。
- 貴金属・宝飾品販売
  - 京セラ代理店として、宝飾品店「クレサンベール山田」を運営している。
- 飲食店運営
  - まいどおおきに食堂、びっくりドンキー、シャトレーゼ[2]のフランチャイジーとして、各飲食店を山口県下に展開している。

## 関連企業
- 山田石油サービス株式会社
- 株式会社クレサンベール山田友の会[3]
- スターオイル株式会社[3]
- 株式会社山田事務所[3]
- ツルガハマランド株式会社[3]（くだまつ健康パーク、くだまつパブリックゴルフ、くだまつスポーツセンター等のレジャー・スポーツ施設を運営）

## 備考
- オリジナルのCMソングを使ったコマーシャルが、山口県内のテレビやラジオで放送されている。